# Doctor humoris causa
Dr. humoris causa ist ein Ehrentitel oder Karnevalsorden, der von unterschiedlichen Karnevalsgesellschaften in Deutschland verliehen wird. Übersetzt bedeutet er Doktor humorhalber in Anlehnung an die Ehrendoktorwürde Doctor honoris causa.
Verliehen wird der Titel unter anderem von
- der Dülkener Narrenakademie
- der 11. Korporalschaft der Rote Funken Artillerie Eschweiler
- dem Karneval Club Hattenhof e. V.[1]
- der Universität Carnevalis des Freistaats Carnevalis[2]
- dem Niederlahnsteiner Carneval Verein e. V. (NCV) in Lahnstein[3]
- dem Karnevalsverein 1948 Niederwerth e.V.
- dem Eitorfer Heimatverein e. V.[4]
- der G.K.G. Uzvögel 1900 Krefeld e. V.[5]
- der KG Nebenan von 1994 e. V., Brühl[6]
- dem Niddaer Carneval Verein 1950 e.V. (vormals Niddaer Karnevalsgesellschaft 1900)[7]
- der 1. GKG Fidele Frintroper 1951 e.V. mit der angegliederten Essener Akademie für höheren Blödsinn[8]